# Boophis quasiboehmei
A Boophis quasiboehmei a kétéltűek (Amphibia) osztályába, a békák (Anura) rendjébe és az aranybékafélék (Mantellidae) családjába tartozó faj. Nevét a Boophis boehmei fajra való morfológiai és hangképzési hasonlósága miatt kapta.

## Előfordulása
A faj Madagaszkár endemikus faja. A Ranomafana Nemzeti Parkban fedezték fel 966 m-es tengerszint feletti magasságban. Az Andohahela Nemzeti Parkban is megtalálható. Természetes élőhelye 750–1020 m magasság közötti elsődleges valamint lepusztult esőerdők.

## Megjelenése
Közepes méretű békafaj. A hímek hossza 26,7–30,8 mm.

## Természetvédelmi helyzete
Ez a faj viszonylag nagy területen előfordul, és meglehetősen toleránsnak tűnik élőhelye fokozatos pusztulásával szemben, azonban élőhelyét számos veszély fenyegeti. Élőhelyének mérete csökkenő tendenciát mutat a mezőgazdasági tevékenység, a fakitermelés, a faszéngyártás, az eukaliptusz invazív terjedése, az állattenyésztés, a rendszeres égetés, a szarvasmarha-legelők, az emberi települések bővülése és a növekvő bányászat hatása miatt. Ezek a fenyegetések már mindkét nemzeti park határain belülre is átterjedtek.